# Uber

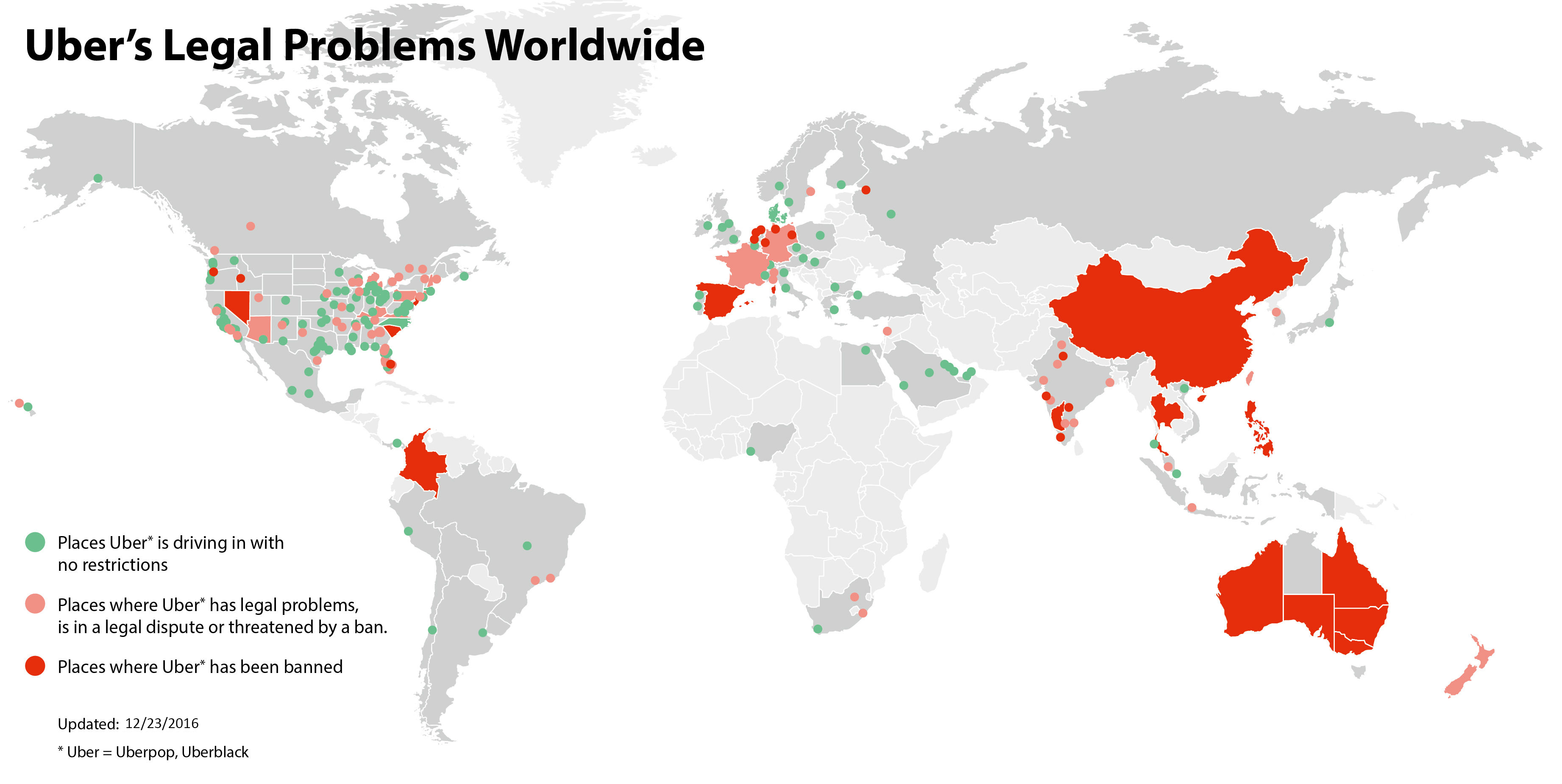
Questioni legali in tutto il mondo

Uber è un'impresa con sede a San Francisco che fornisce un servizio di trasporto automobilistico privato attraverso un'applicazione mobile che mette in collegamento diretto passeggeri e autisti. Insieme a AirBnb è considerato uno dei maggiori rappresentanti della cosiddetta economia collaborativa.
La società opera in 77 nazioni e più di 616 città in tutto il mondo, e le sue auto possono essere prenotate usando il sito internet o l'applicazione mobile, tramite la quale i clienti possono inoltre tenere traccia in tempo reale della posizione dell'auto prenotata.
In Italia Uber è presente dal 2013 e, in seguito a diverse controversie legali, è attualmente disponibile solo nella sua versione più costosa, chiamata UberBlack. I fautori della compagnia statunitense ritengono che ciò sia stato legato all'arretratezza normativa e all'incapacità della classe dirigente politica nello scardinare vecchie concezioni del mondo lavorativo e del lobbismo (nonostante il parere favorevole dell'Antitrust che richiedeva l'intervento del parlamento in merito), mentre le opportunità offerte dalla gig economy richiederebbero un atteggiamento più innovativo. La gran parte della letteratura scientifica ha però un atteggiamento più prudente, ricordando nel merito come le regole sulla base delle quali Uber pop è stato dichiarato illegale servono a tutelare interessi pubblici che il mercato, da solo,  lascerebbe insoddisfatti e, nel metodo, che regole antiquate si cambiano seguendo i processi costituzionalmente previsti. Più in generale, la regolazione della cd. gig economy richiede un approccio moderno anche per individuare e prevenire i rischi, non solo per sfruttarne le opportunità.

## Storia
La Uber Technology Inc. è stata ideata nel marzo 2009 da Garrett Camp, insieme al suo collaboratore Travis Kalanick. Il nome originale era UberCab, che sarà poi ridotto a Uber nel 2011, in seguito alle numerose proteste dei tassisti di diverse città americane.
L’investimento iniziale di $250.000 in un solo anno, tra il 2009 e il 2010, frutta ben $1,25 milioni: nel 2010, First Round Capital e un'altra società investono questa cifra, valutando la start-up a 4 milioni di dollari.
Nel maggio 2010 UberCab, dopo il perfezionamento dell'applicazione per smartphone, viene lanciata a San Francisco, dove però ha ancora un costo pari a 1,5 quello di un taxi normale.
Da qui, lo sviluppo è veloce ed esponenziale: nel 2011 Uber arriva a New York, Seattle, Chicago, Boston e Washington D.C. e riceve un altro grosso investimento, questa volta della cifra di 10 milioni, da Benchmark capital, che valuta l'azienda a 60 milioni di dollari.
Nel dicembre 2011 l'azienda si apre allo sviluppo internazionale installandosi a Parigi e riceve un altro importante investimento di 26,5 milioni di dollari da Menlo Ventures.
Nel luglio 2012 l'azienda lancia UberX sul mercato, un nuovo servizio che propone macchine meno lussuose e ha un costo del 35% inferiore. Nello stesso anno, dopo aver osservato che, soprattutto nei giorni di festa e negli orari di punta, si verifica una scarsezza di auto disponibili, mette in atto il cosiddetto "dynamic pricing model", un algoritmo che regola automaticamente il prezzo delle corse in base alla richiesta e in questo modo riporta le curve di domanda-offerta in equilibrio, dato che se la corsa costa troppo molti utenti scelgono mezzi alternativi.
Nel 2013 l'azienda riceve un investimento di 250 milioni di dollari da parte di Google Ventures, e viene valutata a 3,5 miliardi. Si espande in India e in Africa.
Nel 2014 Uber approda in Cina, attualmente uno dei suoi terreni di mercato maggiori, dove riceve un investimento di 600 milioni di dollari dal motore di ricerca cinese Baidu; lo stesso anno lancia UberPool, un nuovo e ancora più economico servizio che permette di condividere la corsa con altri utenti che devono andare nella stessa direzione.
Nel 2015 nasce Uber Eats, servizio di consegna di cibo pronto a domicilio, e l'azienda comincia a investire nella ricerca tecnologica sulle vetture a guide autonoma, che porta tuttora avanti con l'appoggio di importanti aziende automobilistiche come Toyota e Volvo.
Nel 2016 l'azienda riceve un importante investimento di 3,5 miliardi di dollari dal Saudi Arabia Public Investment Fund.
Nel 2017 la compagnia è stata valutata a 48 miliardi di dollari e si stima che operi 15 milioni di viaggi al giorno in tutto il mondo e che abbia circa 15.000 impiegati in totale. Nell'agosto 2017, in seguito a proteste legate ad accuse di molestie sessuali, spionaggio aziendale e truffa, l'Amministratore delegato e co-fondatore Travis Kalanich è stato costretto a dimettersi, lasciando il posto a Dara Khosrowshahi, manager di origini iraniane che prima di passare a Uber ha guidato per anni l'agenzia di viaggi online Expedia.
In un contesto di incidenti in cui le donne sono vittime, l'azienda annuncia il lancio dell'opzione "Women", garantendo che il VTC sarà guidato da una donna.

## La reazione in Italia
L’approdo di Uber ha messo in difficoltà l’ordinamento italiano.
UberBlack è il primo che sbarca a Milano nel marzo 2013. Giuridicamente tale servizio può essere ricondotto alla categoria degli operatori NCC (noleggio con conducente), in quanto gli autisti sono titolari di autorizzazione per la prestazione di detto servizio. Però, a differenza dei conducenti NCC, UberBlack non rispetta la previsione dell'art. 3 della Legge Quadro del 1992 che ne obbliga il rientro in rimessa al termine del servizio. Per questo UberBlack è considerato abusivo da parte del Comune di Milano.
Nel 2015, sempre Milano dovrà far fronte al servizio UberPop. Gli autisti UberPop sono privi di qualsiasi tipo di licenza. Per questo il Tribunale di Milano, nel maggio 2015, e successivamente il Tribunale di Torino nel 2017, accusano UberPop di concorrenza sleale.
Il Tribunale di Roma nel 2017 riprende il caso UberBlack e ne revoca la propria ordinanza di blocco in quanto in dubbio sulla razionalità dell'obbligo dell'art.3 della Legge 21/92 del rientro in rimessa degli NCC al termine del servizio.
A oggi, quindi, UberBlack è operante in Italia, ma rimangono vietati i servizi UberPoP ed UberX.
In Italia, i conflitti tra taxi, NCC e Uber riguardano concorrenza, regolamentazione e tariffe. I tassisti temono la concorrenza sleale di Uber e la liberalizzazione del mercato, mentre gli NCC si trovano in una posizione intermedia, offrendo servizi flessibili ma potenzialmente influenzati dall'espansione di Uber. Uber, al centro di controversie legali, cerca di adattarsi alle normative italiane collaborando con autisti NCC, ma continua a ricevere critiche e opposizioni. Ogni servizio difende i propri interessi nel mercato dei trasporti, generando conflitti tra di loro.

## Proteste
La Uber riceve contestazioni in tutto il mondo per diverse ragioni e da parte di diversi soggetti. I tassisti tradizionali contestano alla Uber di non pagare le tasse; sostengono inoltre che le persone che guidano questo tipo di taxi non avrebbero il patentino, come chi guida i taxi, e per questa ragione metterebbero a rischio il passeggero.
Le proteste provengono anche dagli stessi autisti Uber, i quali sostengono che le condizioni di lavoro siano troppo rigide, che non verrebbero rispettati i loro diritti di lavoratori e che il rapporto con l'algoritmo impersonale sia incontestabile anche nei casi di evidenti malfunzionamenti. Nel 2015 ci sono state proteste in dieci paesi diversi che hanno causato anche gravi incidenti. Il 31 dicembre 2013, Syed Muzzaffar alla guida di un Uber investì una bambina di sei anni a San Francisco. La famiglia della bambina fece denuncia alla Uber Technology Inc, sostenendo che Uber fosse responsabile per le azioni di Syed Muzaffar. L'8 dicembre 2014, quasi un anno dopo l'incidente, Syed Mazuffar venne arrestato, e si scoprì che era stato già arrestato nel 2004 in Florida per guida in stato di ebbrezza. Questo incidente ha scatenato molte polemiche. Nel dicembre 2014 la Uber Technology Inc. è stata chiusa in Spagna, per poi tornare disponibile nel 2016 solo dopo che gli autisti si erano dotati di una patente adatta.
Nella città di Delhi in India il servizio è stato limitato perché non tutte le persone che guidano gli Uber hanno la patente adatta. In Polonia, grazie alle continue proteste, le persone che guidano gli Uber godono ora degli stessi diritti e benefici dei tassisti comuni. In Germania nel 2015 il governo ha deciso di vietare il servizio Uber a causa delle proteste da parte di tassisti e degli utenti. Ad Austin, in Texas, nel 2015 la Uber Technology Inc. ha proposto il servizio, ma poi nel 2016 ha deciso di ritirare il progetto a causa delle imposizioni dettate dal governo per poi tornare a operare ad Austin su esplicita richiesta dei rappresentanti locali.

## Controversie legali
Il 13 febbraio 2015 a Genova il giudice di pace Giovanni Gualandi ha accolto il ricorso presentato da un guidatore Uber, il quale era stato sanzionato mesi prima come tassista abusivo, affermando che il servizio offerto da UberPop, non è riconducibile al taxi ma semmai al noleggio con conducente. Il 7 aprile 2017 il Tribunale di Roma ha disposto il blocco dei servizi Uber (tranne Uber Eats) in tutta Italia a partire dal 17 aprile, ordinanza sospesa dopo circa una settimana in attesa della valutazione del reclamo presentato dall'azienda. Nel maggio 2015 il Tribunale di Milano ha disposto il blocco dell'app Uber Pop in tutta Italia..
Nel 2022, l'azienda è stata accusata, sulla base di molti suoi documenti trapelati, da molte testate giornalistiche europee, fra cui Le Monde, The Guardian e l'Espresso, assieme al Consorzio Internazionale dei giornalisti investigativi, di aver favorito la sua rapida espansione attraverso campagne molto aggressive ed "eticamente questionabili" di infiltrazione dei mercati esteri, eludendo leggi locali, parlando direttamente con membri importanti e rilevanti dei governi in carica nei paesi in cui si volevano espandere, e mettendo molta pressione su alcuni politici e figure amministrative dell'occidente, fra cui il presidente francese Emmanuel Macron, Matteo Renzi, Joe Biden, l'ex cancelliere britannico George Osborne, l'ex capo di stato irlandese Enda Kenny, l'ex premier israeliano Benjamin Netanyahu  e l'ex commissaria europea alla competizione Neelie Kroers, per ottenere consensi e creare leggi che mettessero l'azienda in una posizione di vantaggio. L'operazione era stata fortemente voluta seguita dall'amministratore delegato Travis Kalanick, ed è stata effettuata col sostegno economico di molti oligarchi russi: per evitare che le forze dell'ordine ottenessero le e-mail e i messaggi incriminati, nell'azienda è stato usato un sistema di spegnimento dei sistemi informatici a distanza, detto "kill-switch", per nasconderli. Quest'inchiesta è stata denominata Uber files.

## Servizi in via di sviluppo
- Uber Air